# Söjskär
Söjskär med Innerskäret är öar i Åland (Finland). De ligger i Skärgårdshavet och i kommunen Kumlinge i landskapet Åland, i den sydvästra delen av landet. Öarna ligger omkring 55 kilometer öster om Mariehamn och omkring 230 kilometer väster om Helsingfors.
Arean för den av öarna koordinaterna pekar på är 13,4 hektar och dess största längd är 0,7 kilometer i nord-sydlig riktning.

## Delöar och uddar
- Söjskär 60°16′53″N 20°52′03″Ö / 60.2814°N 20.86742°Ö
- Innerskäret 60°16′41″N 20°52′11″Ö / 60.27808°N 20.86985°Ö